# Cayo Fannio Estrabón
Cayo o Gayo Fannio Estrabón  fue un magistrado romano, cónsul romano en el año 161 a. C. con Marco Valerio Mesala.
Durante su consulado los retóricos extranjeros fueron expulsados de la ciudad de Roma. Fannio también propuso una lex sumptuaria.